# 34024 Cormaclarkin
34024 Cormaclarkin este o planetă minoră (asteroid) din centura de asteroizi. A fost descoperită pe 23 iulie 2000 la Experimental Test Site⁠(d) de Lincoln Near-Earth Asteroid Research. 
Obiectul prezintă o orbită caracterizată de o semiaxă mare de 2,4480057 UAi, o excentricitate de 0,2, o înclinație de 3,75429 ° în raport cu ecliptica.